# Cătina, Prahova
Cătina este un sat în comuna Florești din județul Prahova, Muntenia, România.